# Yumiko Kobayashi
Yumiko Kobayashi (jap. 小林 由美子, Kobayashi Yumiko; * 18. Juni 1979 in Yōkaichiba (heute: Sōsa), Präfektur Chiba, Japan) ist eine japanische Synchronsprecherin (Seiyū).

## Leben
Nach ihrem Abschluss an einer von Animage und Nihon Narration Engi Kenkyūjo (日本ナレーション演技研究所) gesponserten Synchronsprecherschule arbeitete sie zuerst für die zur Bandai-Gruppe gehörende Agentur Myūrasu (ミューラス). Ihr Debüt als Synchronsprecherin hatte sie in der OVA zu Kirara, die eigentlich 1998 erscheinen sollte. Da dies allerdings erst 2000 geschah, wurden in der Zwischenzeit andere Titel mit ihr veröffentlicht. Mit ihrer Agenturkollegin Mikako Takahashi bildete sie ein Gesangsduo zu Excel Saga namens Excel Girls. Nachdem die Agentur 2001 geschlossen worden war, wechselte sie zu Arts Vision.
Sie gehörte ebenfalls zu dem Seiyū-Quartet Prits, zu dem neben ihr Natsuko Kuwatani, Nana Mizuki und Hisayo Mochizuki gehörten. Zusammen spielten sie verschiedene Rollen in Sister Princess.
Im Frühjahr 2006 heiratete sie. Im September 2007 verließ sie Arts Vision und wurde freischaffende Synchronsprecherin.

## Rollen (Auswahl)
- 1998: Beast Wars II: Chō Seimeitai Transformer (Lio Junior)
- 2000: éX-Driver (Sōichi Sugano)
- 2001: Puni Puni Poemi (Poemi Watanabe)
- 2001: Dennō Bōkenki Web Diver (Kento Yūki)
- 2002: Duel-Masters-Reihe (Shōbu Kirifuda)
- 2002: Fortune Dogs (Freddy/Alex)
- 2003: Peace Maker Kurogane (Ichimura Tetsunosuke)
- 2004: Yakitate!! Japan (Kazuma Azuma)
- 2005: Shakugan no Shana (Matake Ogata)
- 2005: Pandalian (Toby)
- 2006: Tama&Friends: Sagase! Mahō no Punipuni Stone (Tama)
- 2006: Bakegyamon (Sanjirō Tamon)
- 2008: Slayers Revolution (Pokota)
- 2008: Soul Eater (Black Star)
- 2009: Basquash! (Bel)
- 2009: Tokyo Magnitude 8.0 (Yūki Onosawa)
- 2010: Angel Beats! (Oyama)